# Lernanthropus huamani
Lernanthropus huamani is een eenoogkreeftjessoort uit de familie van de Lernanthropidae. De wetenschappelijke naam van de soort is voor het eerst geldig gepubliceerd in 1990 door Luque & Farfan.